# Salpinga maguirei
Salpinga maguirei là một loài thực vật có hoa trong họ Mua. Loài này được Gleason miêu tả khoa học đầu tiên năm 1953.